# 鶴見辰吾
鶴見辰吾（1964年12月29日—）是日本東京都出身的演員，Horipro所屬。

## 略歷
成蹊大學法學部政治學科畢業。和藥師丸博子是幼稚園、小學的同學。1977年出道。1980年代，曾在香港拍電影，出演1986年的「海上花」、1988年的「流金歲月」。